# Knagglav
Knagglav (Toninia sedifolia) är en lavart som först beskrevs av Giovanni Antonio Scopoli, och fick sitt nu gällande namn av Timdal. Knagglav ingår i släktet Toninia och familjen Ramalinaceae.  Arten är reproducerande i Sverige. Inga underarter finns listade i Catalogue of Life.

## Källor

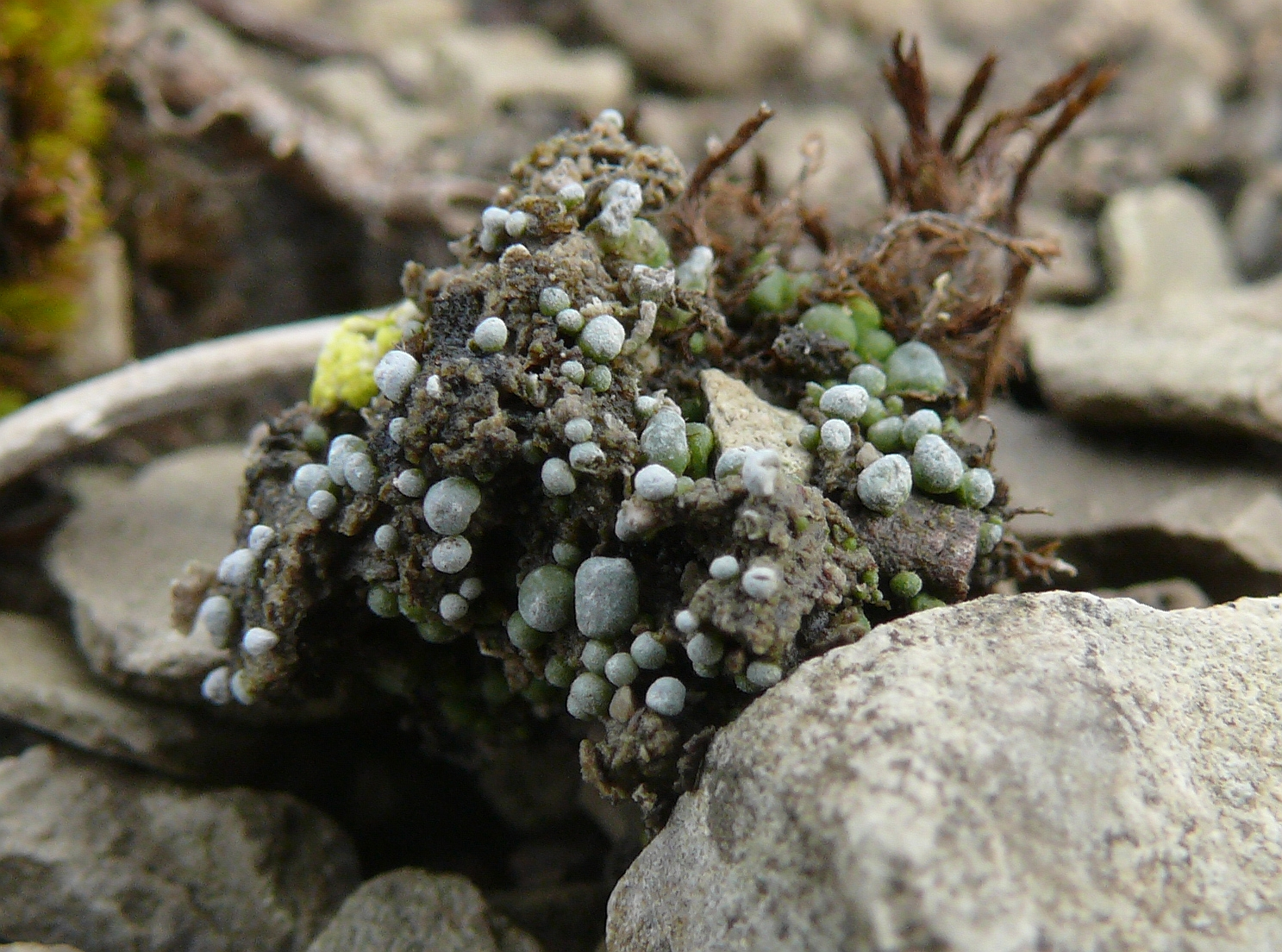
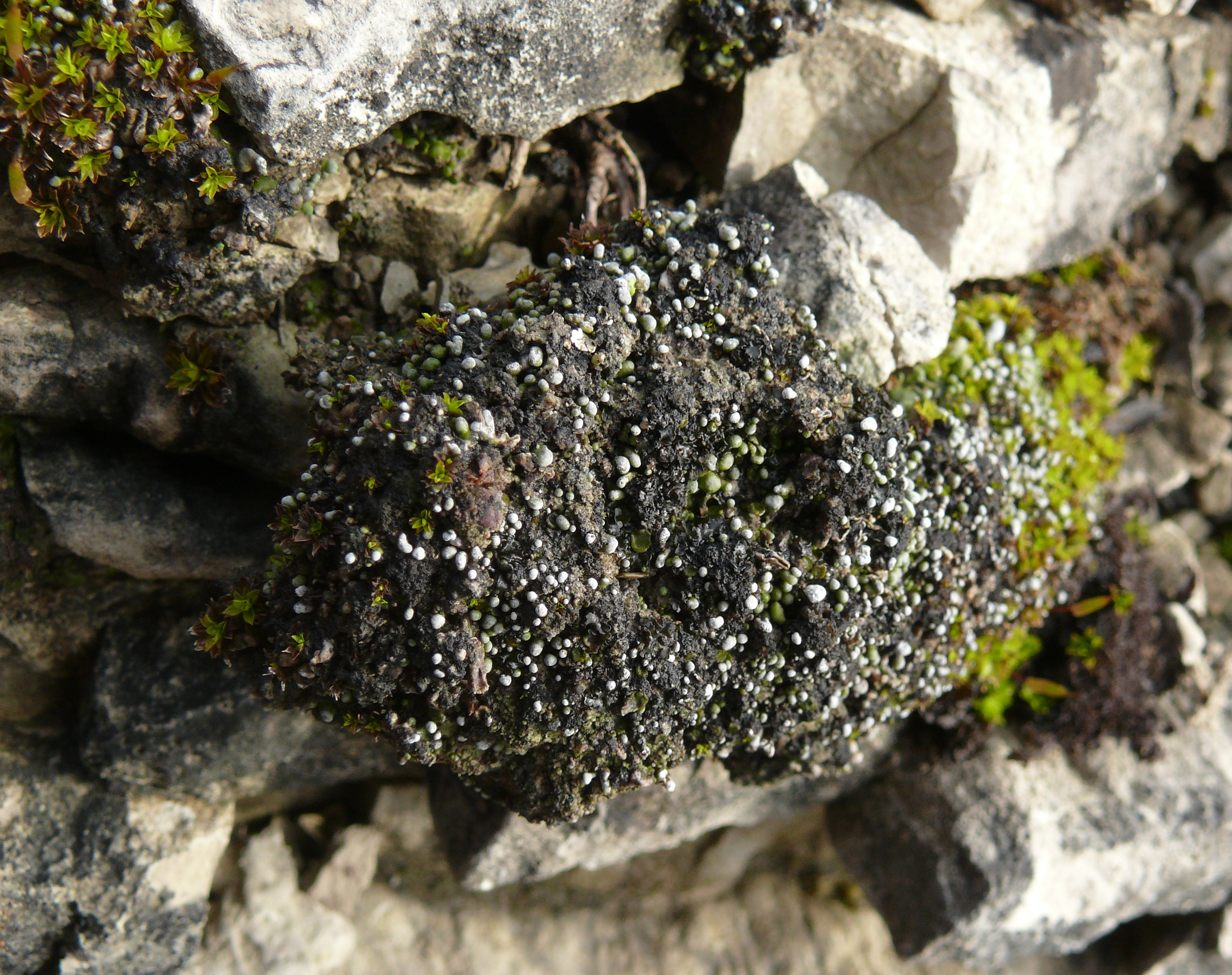
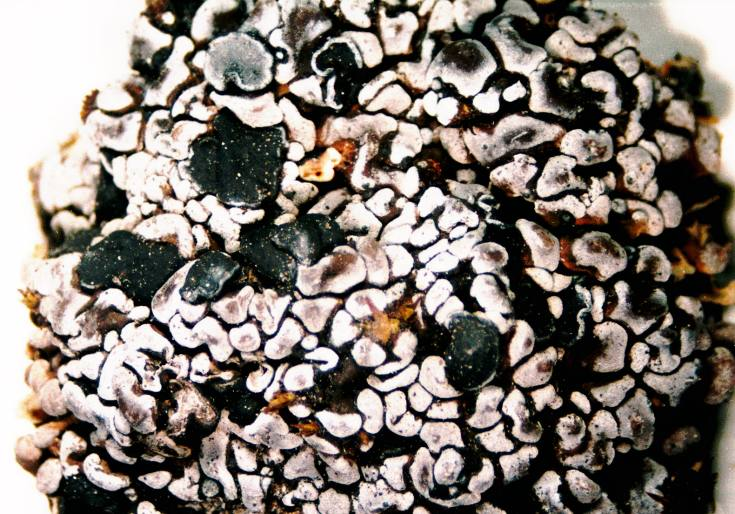
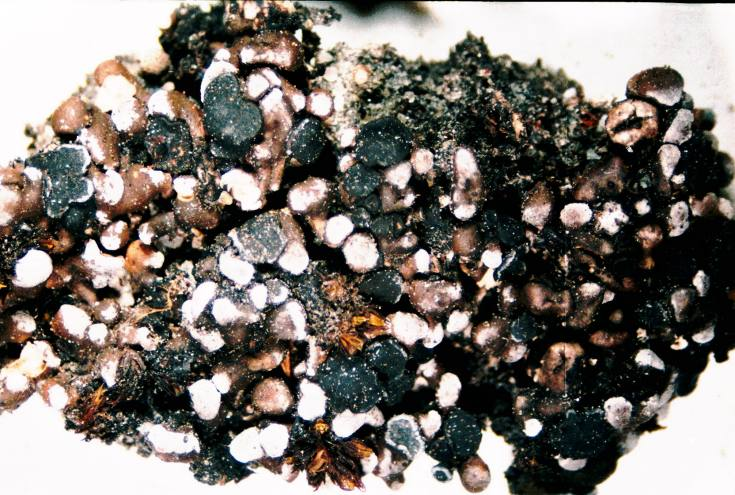
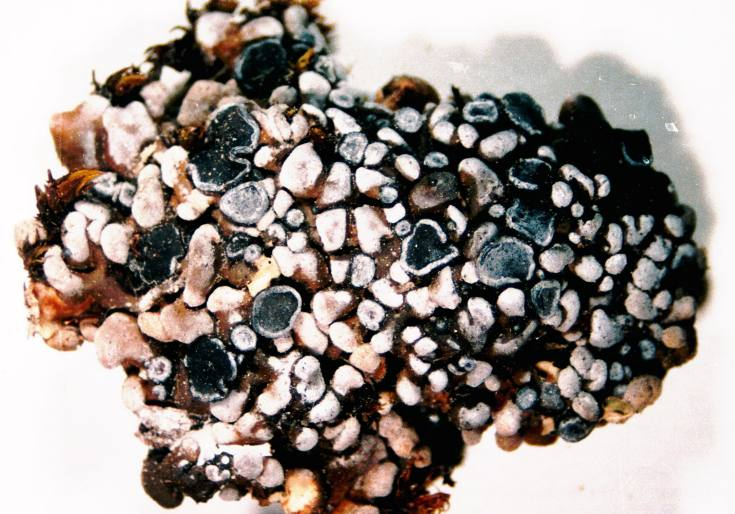
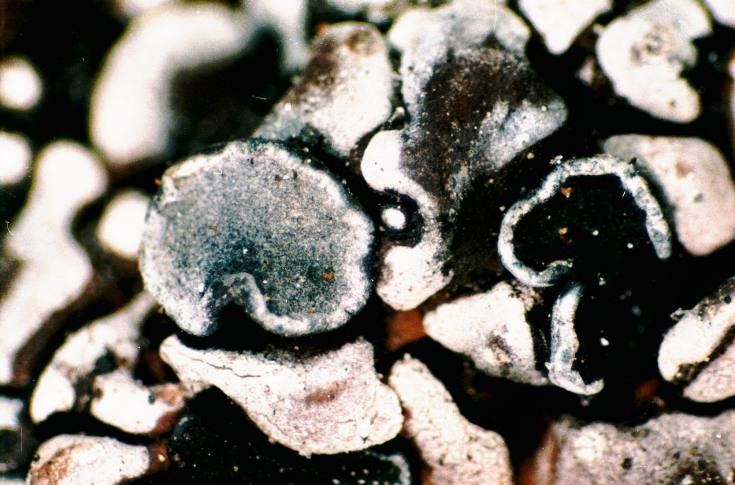
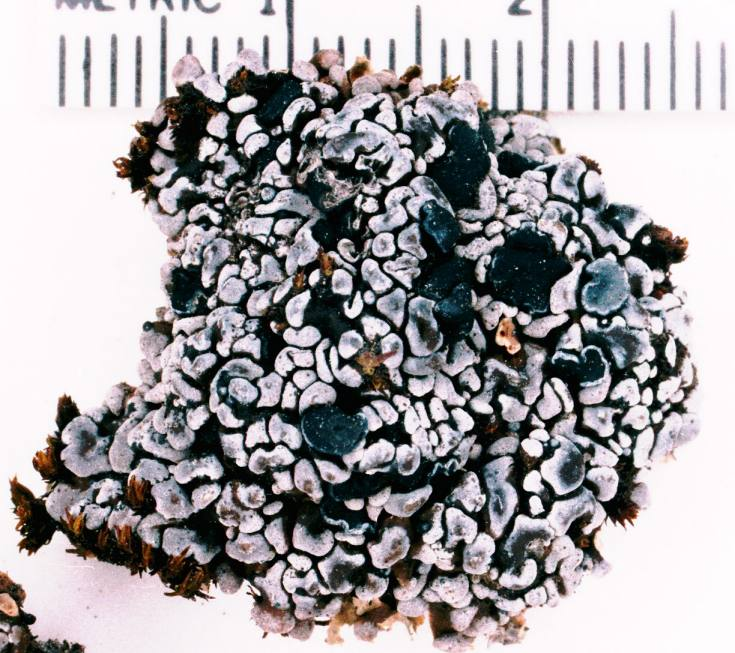